# Valentyna Kozyr
Valentyna Vasylivna Kozyr, provdaná Avilova (ukrajinsky Валентина Василівна Козир, rusky Валентина Васильевна Козырь – Valentina Vasiljevna Kozir, (Авілова); * 25. dubna 1950 Černovice, Ukrajinská SSR) je bývalá sovětská atletka ukrajinské národnosti, jejíž specializací byl skok do výšky.

## Sportovní kariéra
V roce 1966 získala na druhém ročníku evropských juniorských her (předchůdce Mistrovství Evropy juniorů v atletice) v Oděse stříbrnou medaili, když prohrála jen s československou výškařkou Alenou Proskovou. Největší úspěch své kariéry vybojovala na Letních olympijských hrách v Ciudad de México v roce 1968. V kvalifikaci splnila limit 174 cm a postoupila do finále, kterého se zúčastnilo čtrnáct závodnic. V něm uspěla napotřetí na výšce 180 cm a tento výkon ji zajistil bronzovou medaili. Stříbro získala Antonina Okorokovová rovněž ze Sovětského svazu a olympijskou vítězkou se stala Miloslava Rezková, která jako jediná překonala 182 cm. V roce 1969 skončila na čtvrtých evropských halových hrách v Bělehradě těsně pod stupni vítězů, na 4. místě jen vinou horšího technického zápisu.
Později se již atletice nevěnovala a provdala se za Mykolu Avilova, který se v roce 1972 v Mnichově stal olympijským vítězem v desetiboji a o čtyři roky později na olympiádě v Montrealu vybojoval bronz.